# Maurice Arthus
Nicolas Maurice Arthus (* 9. Januar 1862 in Angers; † 24. Februar 1945 in Freiburg im Üechtland) war ein französischer Physiologe und der Entdecker des nach ihm benannten Arthus-Phänomens und war damit einer der Begründer der Lehre von den Allergien.

## Leben und Werk
Maurice Arthus studierte in Paris Medizin und wurde 1890 Lehrbeauftragter für Physiologie an der Sorbonne. 1896 folgte er einem Ruf an die Universität Freiburg und wurde dort Professor für Physiologie, vier Jahre später ging er als Laborchef ans Institut Pasteur in Lille. Ab 1903, dem Jahr, in dem er das Arthus-Phänomen entdeckte, arbeitete er als Professor an der École de médécine in Marseille; von 1907 bis 1932 war er Professor und Direktor des Physiologischen Instituts in Lausanne, zu dessen Gründern er gehörte. Bis zu seinem Tod war er danach Leiter des Instituts für Bakteriologie und Hygiene in Fribourg.
Maurice Arthus erhielt 1920 den Marcel-Benoist-Preis. 1943 wurde er korrespondierendes Mitglied der Académie des sciences. Sein Forschungsschwerpunkt lag auf den Themen Blutgerinnung und Toxikologie von Schlangen- und Bienengiften sowie der Anaphylaxie. Er publizierte etwa 200 Arbeiten zu diesen Themen.

## Schriften (Auswahl)
- Précis de chimie physiologique, 1895.
- Précis de physiologie, 1901.
- De l'anaphylaxie à l'immunité, 1921.